# Makwate
Makwate – wieś w Botswanie w dystrykcie Central. Według spisu ludności z 2011 roku wieś liczyła 1611 mieszkańców.